# Associazione Calcio Pavia
Associazione Calcio Pavia é um clube de futebol italiano da cidade de Pavia que disputa a Série C2. Fundado em 1911 sua cor é o azul. Disputou por 4 vezes a Série B nas décadas de 20 e 30. Seu estádio é o Stadio Pietro Fortunati com capacidade para 6.000 espectadores. Na temporada 2004-2005 esteve perto de retornar à Série B após muitas décadas, porém perdeu para o Mantova nas finais dos playoffs do Grupo A da Série C1. Na temporada 2006-2007 foi rebaixado à Série C2. 